# بدون رقابة
بدون رقابة (بالإنجليزية:Without Censorship) هو برنامج تلفزيوني بث على قناة أل بي سي اللبنانية خلال سنوات 2009 و 2010،وتم تقديمه من طرف الإعلامية وفاء الكيلاني ومن إخراج إيلي أبي عاد.
يتناول البرنامج مواضيع آنية اجتماعية، إعلامية، فنية وسياسية، ويستضيف شخصيات أثارت الجدل من حولها، لتناقشها الإعلامية وفاء في أفكارها، طباعها ومشاكلها، في حوار صريح ومن دون حذف أي تعليق، تدخل وفاء الكيلاني على ضيوفها حاملة ملفها، لتجلس إلى طاولة شبيهة بطاولة غرف التحقيق، وجهاً لوجه في مقابل ضيوفها، وأولى الملفات فتحتها الكيلاني مع ضيفتها الطبيبة والناقدة والكاتبة المصرية المعروفة نوال السعداوي في أول حلقة من البرنامج.

## الشخصيات المستضافة
- نوال السعداوي (أول حلقة)[3]
- الكاتبة السعودية وجيهة الحويدر[4]
- سعيد صالح [5]
- عمرو أديب
- سمير غانم
- تامر أمين
- صابرين
- فاروق الفيشاوي
- فيفي عبده
- وائل الإبراشي
- رغدة
- سمية الخشاب
- حلم بكر
- شعبان عبد الرحيم
- عمرو مصطفى
- غادة عبد الرازق
- نادية الجندي
- سامي العدل
- ميريام فارس
- نصر محروس
- أمل حجازي
- المخرج يحي سعادة
- دينا
- ليلى غفران  [1]

## قائمة المراجع
1. 1 2  "بدون رقابة  (2009)". السينما.كوم. 13 مايو 2025. اطلع عليه بتاريخ 2025-05-13. {{استشهاد ويب}}: الوسيط |مسار-الأرشيف= بحاجة لـ |تاريخ أرشيف= (مساعدة)
2. ↑  الراية، جريدة (10 ديسمبر 2009). "وفاء الكيلاني في "بدون رقابة"". جريدة الراية. اطلع عليه بتاريخ 2025-05-13.
3. ↑  Limited، Elaph Publishing (7 ديسمبر 2009). "وفاء الكيلاني "بدون رقابة" مع نوال السعداوي". Elaph - إيلاف. مؤرشف من الأصل في 2025-01-19. اطلع عليه بتاريخ 2025-05-13.
4. ↑  الالكترونية، جريدة الآن. "'بدون رقابة' مع الكاتبة السعودية وجيهة الحويدر". Alaan Online Newspaper. اطلع عليه بتاريخ 2025-05-13.
5. ↑  "سعيد صالح "بدون رقابة" على إل بي سي | شام إف إم". sham.fm. اطلع عليه بتاريخ 2025-05-13.

## وصلات خارجية
بدون رقابة على  قاعدة بيانات الأفلام العربية.